# حسن‌آباد (جلگه زوزن)
حسن‌آباد روستایی در دهستان کیبر بخش جلگه زوزن شهرستان خواف استان خراسان رضوی ایران است.

## جمعیت
بر پایه سرشماری عمومی نفوس و مسکن در سال ۱۳۹۵ جمعیت این روستا ۶۸۱ نفر (۱۷۹خانوار) بوده‌است.